# روکالومرا
روکالومرا (به ایتالیایی: Roccalumera) یک کومونه در ایتالیا است که در استان مسینا واقع شده‌است. روکالومرا ۸٫۸ کیلومتر مربع مساحت و ۴٬۱۴۵ نفر جمعیت دارد و ۷ متر بالاتر از سطح دریا واقع شده‌است.